# Klenica

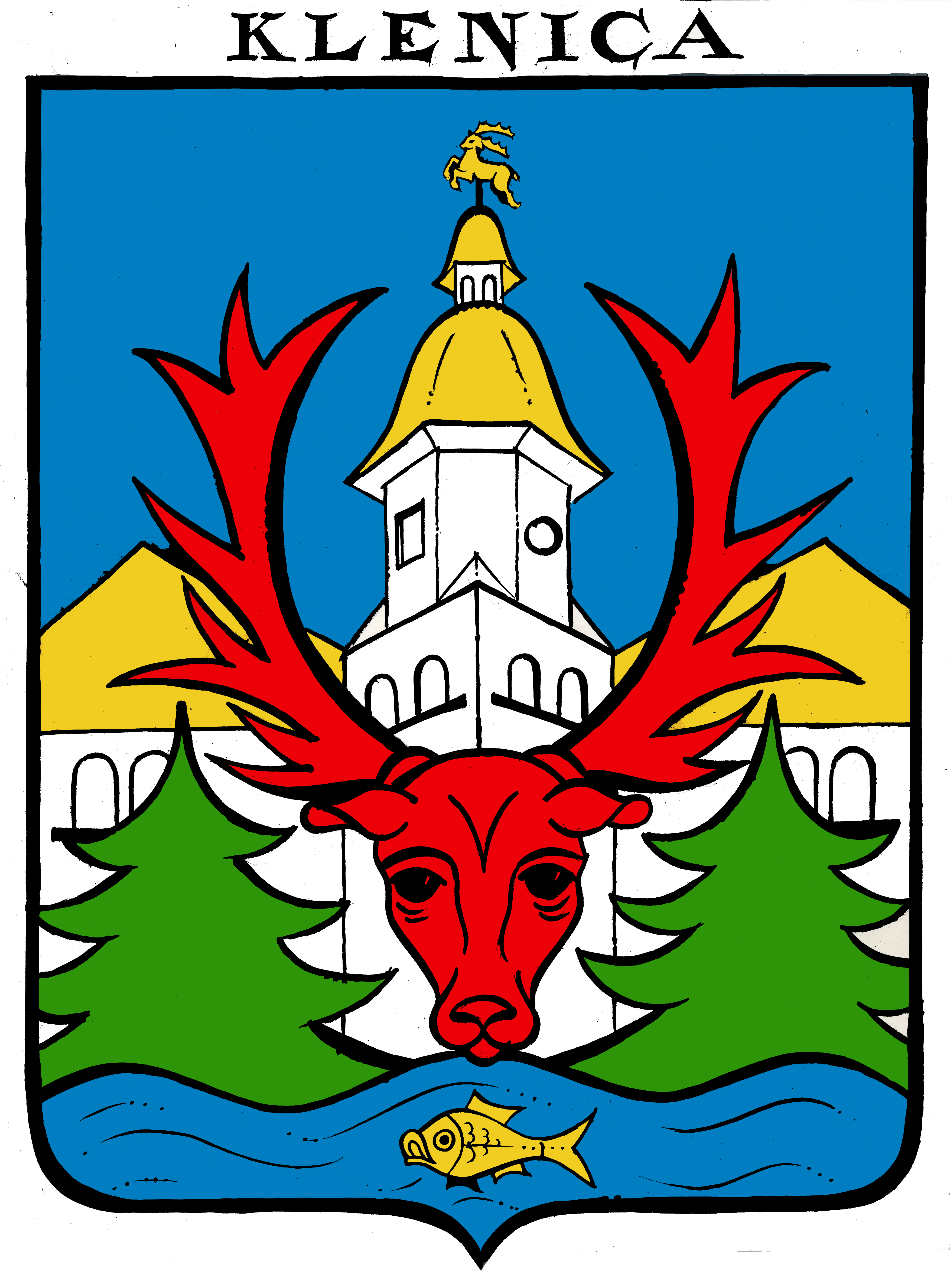
Herb Klenicy

Klenica (niem. Kleinitz) – wieś sołecka w Polsce położona w województwie lubuskim, w powiecie zielonogórskim, w gminie Bojadła.

## Historia
W IX w. istniała tu osada, gród i podgrodzie ludów grupy zwanej Tornow-Klenica.
W Klenicy spędziła dzieciństwo Olga Tokarczuk, laureatka Nagrody Nobla w dziedzinie literatury za rok 2018. Uczęszczała do miejscowego przedszkola i szkoły podstawowej.
W latach 1954–1972 wieś należała i była siedzibą władz gromady Klenica. W latach 1975–1998 miejscowość administracyjnie należała do województwa zielonogórskiego.

## Zabytki
Do wojewódzkiego rejestru zabytków wpisane są:
- kościół parafialny pod wezwaniem Nawiedzenia Najświętszej Maryi Panny[9], z 1793 roku, przebudowany w połowie XIX wieku
- zespół pałacowy, z końca XVIII wieku, przebudowany w połowie XIX wieku:
  - pałac myśliwski Radziwiłłów z lat 1880–1884. W dzieciństwie razem z rodzicami, nauczycielami uniwersytetu ludowego, mieszkała tu Olga Tokarczuk[10][11]
  - budynek gospodarczy
  - park
  - dom gościnny oo. jezuitów dawny dwór - pałac z 1693 roku

- figurka Matki Bożej Klenickiej, wczesnogotycka, obecnie znajdująca się w Otyniu, z której słynie Klenica.

- Grodzisko w Klenicy - warownię wznieśli przedstawiciele plemienia Dziadoszan na dotychczas niezagospodarowanym terenie około 850-860 r. i dalsze prace, związane z rozbudową i przebudową warowni, prowadzono do mniej więcej 890 r. Prawdopodobnie gród został zniszczony i opuszczony w początku X w., a raczej na pewno przed połową tego stulecia. Ma on obecnie formę pagórka o szerokości ok. 120 m, zniwelowanego wskutek intensywnej uprawy pola do wysokości ok. 1,5-2 m. Już powierzchniowe rozpoznanie pozwala zaliczyć obiekt ten do nizinnych grodzisk pierścieniowatych, jakich liczne przykłady znamy z terenu północnej Polski i wschodnich Niemiec. Gród został założony na zapewniającej naturalne walory obronne niewielkiej ostrodze wcinającej się od wschodu w podmokłe łąki doliny rzeki Odry, której główne koryto obecnie przebiega ok. 2 km na zachód od warowni. Znaleziska powierzchniowe oraz wyniki badań wykopaliskowych świadczą, że osada otwarta była położona na niewielkim wyniesieniu, na zachód od grodziska, natomiast centrum obecnej wsi Klenica znajduje się ponad kilometr na północny zachód od założenia. Gród był założeniem jednoczłonowym, wzniesionym na planie owalu o wymiarach zewnętrznych ok. 90-100 m.[12]